# Šumska šljuka
Šumska šljuka (lat. Scolopax rusticola) ptica je selica iz reda šljukarica (Charadriiformes). Prisutna je u većem delu Evrope, umerene i centralne Azije i područja Kavkaza. Šumska šljuka je srednje mala barska ptica koja naseljava vlažne listopadne i mešovite šume sa gustom prizemnom vegetacijom i žbunjem, u blizini potoka i močvara. Gnezda pravi u šumskoj stelji, gde se veoma dobro kamuflira.

## Opis
Ptica veličine goluba, zdepastog tela, dužine 33-38 cm, sa rasponom krila 55-65 cm. Težina tela iznosi 240-420 g. Uglavnom je aktivna noću, veoma retko danju. Prilikom leta prilično glasno zamahuje krilima, nalik provlačenju kroz drveće. Tada se uočava rđavo-braon boja perja na zadnjem delu tela i repu. Lepršav let karakteriše tipična silueta – zdepasto telo, dugačak kljun, široka zaobljena krila i rep blago spušten na dole. Šumska šljuka se dobro kamuflira u svom staništu – šumi, zahvaljujući prošaranom crvenkasto-smeđem perju na gornjem i donjem delu tela. Boja nogu varira od sive do ružičaste boje. Gornji deo glave je crn sa širokim poprečnim trakama žućkaste boje. Ima krupne oči visoko postavljene, što omogućava monokularni vid od 360°. Kljun je u odnosu na ostale delove tela nesrazmerno dugačak i ravan. Polni dimorfizam je prisutan – mužjaci su krupniji od ženki, ali ta razlika nije uočljiva na terenu.

## Rasprostranjenost i stanište
Šumska šljuka je rasprostranjena u većem delu Evrope, umerene i centralne Azije i područja Kavkaza. Selica je. Zimu provodi u zapadnoj i južnoj Evropi, severnoj Africi i južnoj Aziji. Kao staništa za razmnožavanje koristi velika nefragmentisana područja, listopadne, mešovite ili četinarske šume sa gustim spratom prizemne vegetacije i žbunja. Vrsta se gnezdi i u močvarnim šumama sa tlom koje je obraslo mahovinama, gde su prisutni potoci ili drugi vodotokovi, ili alternativno u četinarskim šumama bogatim žbunjem i papratima. Posebno preferira šume sa bogatim diverzitetom beskičmenjaka u zemljištu, kojima se hrani.

## Ishrana
Hrani se pretežno glistama iz zemljišta, a takođe i adultnim insektima i njihovim larvama, kao npr. različitim bubama, uholažama i stonogama. Osim toga, konzumira puževe, paukove, pijavice i pljosnate crve koje uz pomoć dugog kljuna hvata u zemlji. U toku migracije hrani se i slatkovodnim školjkama i rakovima. U manjim količinama konzumira hranu biljnog porekla - semena, voće, zrnevlje kukuruza i zobi, korenje određenih vrsta trava i lišće.

## Razmnožavanje
Gnezdeća staništa su joj velika nefragmentisana područja, listopadne, četinarske ili mešovite šume sa gustim spratom niske prizemne vegetacije i žbunja. Karakterističan svadbeni let mužjaka traje od aprila do maja. Gnezdo je u vidu plitkog udubljenja obloženo lišćem i drugim biljnim materijalom u tlu koje je obraslo niskom vegetacijom i grmljem, na otvorenim šumskim staništima, često uz bazu drveta ili u blizini trule grane ili debla. Ženka polaže 1-2 bela do kremasta jajeta sa svim i svetlo braon pegama. Na jajima leži samo ženka i inkubacija traje između 21 i 24 dana. Mladunci gnezdo napuštaju odmah, a osamostaljuju se posle 15-20 dana, dok na kratke udaljenosti mogu samostalno leteti već posle 10 dana.

## Šumska šljuka u Srbiji
Prvi nalazi šumske šljuke u Srbiji datiraju još sa kraja 17. veka u Podunavlju i/ili Potisju. Prvi put na gnežđenju kod nas je zabeležena 1899. godine na Kopaoniku, a bila je veoma česta tokom jesenje seobe. U tom periodu je zabeleženo da se gnezdila i na Obedskoj bari. Tokom 19. i 20. veka u Vojvodini je veoma retka gnezdarica. U skorijem periodu, krajem 20. i početkom 21. veka šumska šljuka se gnezdi uglavnom u brdsko-planinskim predelima Srbije, dok je u Vojvodini gnežđenje zabeleženo u malom broju šumovitih oblasti. Danas, prema procenama ornitologa, populacija šumske šljuke je stabilna.

## Spoljašnje veze
- „Eurasian Woodcock”. Internet Bird Collection.
- Ageing and sexing (PDF; 5.1 MB) by Javier Blasco-Zumeta & Gerd-Michael Heinze
- „Scolopax rusticola”. Avibase.
- Scolopax rusticola at Integrated Taxonomic Information System (ITIS)
- Items, photos and sounds related to Scolopax rusticola at Europeana: Europe's digital library, museum and archive
- Scolopax rusticola на BirdLife.org (језик: енглески)
- Šumska šljuka фото галерија на VIREO (Drexel University)
- Интерактивна мапа на IUCN Red List maps